# جون إيتيين مونتيكلا
جون إيتيين مونتيكلا (بالفرنسية: Jean-Étienne Montucla)‏ هو عالم رياضيات فرنسي ومؤرخ. كتب كتابا عنوانه تاريخ الرياضيات. نشره عام 1758.

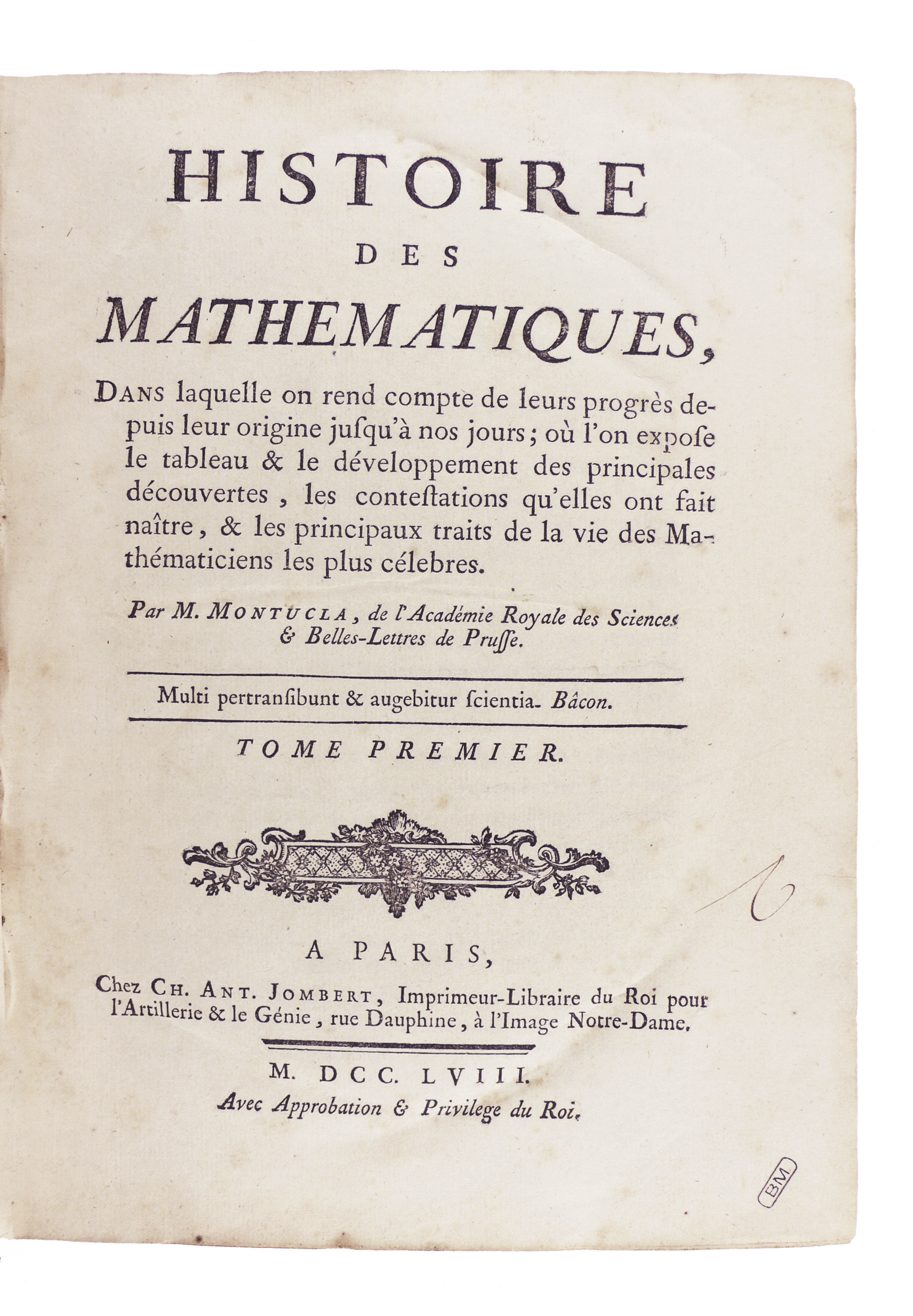
Histoire des mathématiques هو عنوان الكتاب. نشر عام 1758.